# هاني مطر
هاني مطر ممثل كويتي، (22 سبتمبر 1966 - 15 أغسطس 2016)، بدأ مسيرته الفنية عام 1986 وهو في العشرين من عمره. وعمل أكثر من 15 مسرحية و18 عمل تلفزيوني. وهو ابن المخرج الراحل عبد الأمير مطر. في أواخر عام 2014 أصيب بجلطة في الرأس وجلطة في القلب ألزمته الفراش. توفي في 15 أغسطس 2016 أثناء فترة علاجه في سلوفاكيا.

## أعماله

### المسلسلات
- المغامرون الثلاثة (1986)
- على الدنيا السلام (1987)
- قلب من زجاج (1988)
- عاد ولكن (1989)
- رحلة العجائب (1990)
- للحياة بقية (1990)
- عبد الله البري وعبد الله البحري (1994)
- شحيت ومحيت (1995)
- الحاقد (1995)
- دلق سهيل (1996)
- الصوت الثاني (1996)
- إثنان على الطريق (1997)
- بيوت من ثلج (2001)
- مجنون عاقل جدا (2002)
- الخطر معهم - الجزء الثاني (2002)
- زحف العقارب (2003)
- الخطر معهم - الجزء الثالث (2003)
- وحيد والمخبرين (2007)
- جمانة (2007)
- وشاءت الأقدار (2008)
- سيدة البيت (2012)

### المسرحيات
- المطيور (1989)
- الكرنفال الكبير (1989)
- بو سند في باريس (1990)
- فري كويت (1991)
- أم الهزائم (1991)
- علاء الدين 92 (1992)
- نعنوعة (1992)
- فيدو ديدو (1993)
- عايلة بو عبود (1994)
- كينغ كونغ والسلاحف (1994)
- هذا ولدنا (1995)
- القراصنة (1997)
- عالم الإي تي (2005)

## روابط خارجية
- هاني مطر على موقع قاعدة بيانات الأفلام العربية